# Dillon Hunt
Pour les articles homonymes, voir Hunt.
Pas d'image ? Cliquez ici

a Compétitions nationales et continentales officielles uniquement.

b Matchs officiels uniquement.
Dernière mise à jour le 20 novembre 2021.
Dillon Hunt, né le 23 février 1995 à Takapuna (Nouvelle-Zélande), est un joueur international néo-zélandais de rugby à XV. Il joue au poste de troisième ligne aile.

## Carrière

### En club
Dillon Hunt est né à Takapuna, dans la banlieue nord d'Auckland, sur le territoire de la North Harbour Rugby Union. Il est scolarisé à la Westlake Boys High School (en) de North Shore, et joue au rugby avec l'équipe de l'établissement.
Après avoir terminé le lycée, il déménage dans l'île du Sud pour suivre des études à l'université d'Otago, où il passe un bachelor en géomatique, ainsi qu'une licence de zoologie,. Parallèlement à ses études, il joue au rugby avec le club de l'université au sein du championnat local. Hunt commence humblement avec l'équipe B de l'équipe des moins de 20 ans du club en 2013, avant de faire petit à petit son trou, et de parvenir à jouer avec l'équipe première senior l'année suivante,.
Grâce à ses performances en club, il est appelé avec la province d'Otago lors de la saison 2015 de National Provincial Championship (NPC),. Cependant, gêné par des blessures, il ne joue que deux rencontres lors de sa première saison, puis trois la seconde,.
En 2017, il profite d'une hécatombe au poste de troisième ligne aile chez les Highlanders, avec les blessures de Shane Christie (en), James Lentjes (en) et Dan Pryor (en), pour être recruté par cette équipe. Il joue son premier match de Super Rugby le 11 mars 2017 contre les Blues,. Lors de sa première saison, il dispute onze matchs, dont dix titularisations. Après ces solides performances, il s'impose comme le titulaire au poste de n°7 lors des saisons suivantes,.
Il quitte Otago en 2018 pour rejoindre sa province d'origine de North Harbour. 
Dans le but de sa rapprocher de sa famille basée à Auckland, il quitte les Highlanders pour les Blues, avec qui il signe un contrat de deux ans à partir de la saison 2021 de Super Rugby Aotearoa,. Il ne joue aucun match lors de sa première saison, à la suite d'un repos forcé après avoir subi plusieurs commotions cérébrales.
En novembre 2021, il annonce mettre un terme à sa carrière de joueur à cause des nombreuses commotions cérébrales qu'il a subi, et dont il n'a pas réussi à se remettre.

### En équipe nationale
Dillon Hunt est sélectionné pour évoluer avec l'équipe de Nouvelle-Zélande des moins de 20 ans en 2015, et dispute une rencontre lors du championnat d'Océanie,. Il n'est cependant pas sélectionné pour disputer le championnat du monde junior plus tard la même année.
En 2017, il est invité par les Barbarians britanniques pour disputer un match contre la Nouvelle-Zélande. Peu de temps après cette rencontre, il est sélectionné avec la Nouvelle-Zélande pour jouer une rencontre considérée comme non-officielle contre France XV,.
L'année suivante, il est rappelé par All Blacks par Steve Hansen pour participer à la tournée de novembre 2018 au Japon. Il connait sa première cape le 3 novembre 2018, à l’occasion d’un match contre l'équipe du Japon à Tokyo.

## Statistiques
Dillon Hunt compte 1 cape en équipe de Nouvelle-Zélande, dont aucune en tant que titulaire, depuis le 3 novembre 2018 contre l'équipe du Japon à Tokyo.